# Marcin Rząsa
Marcin Rząsa (ur. 6 lipca 1965 w Zakopanem) – polski artysta rzeźbiarz, syn Antoniego Rząsy.
W latach 1980–1985 uczył się w Państwowe Liceum Sztuk Plastycznych im. Antoniego Kenara w Zakopanem. Studia rozpoczął w 1985 roku w Akademii Sztuk Pięknych w Krakowie Po roku przeniósł się do Akademii Sztuk Pięknych w Warszawie, gdzie kontynuował studia w pracowni prof. Jana Kucza. Dyplom pod kierunkiem prof. Grzegorza Kowalskiego obronił w 1991 roku. W latach 1994–1995 studiował w Bratysławie w VSVU w pracowni J. Jankovica. Mieszka i pracuje w Zakopanem, gdzie wraz z żoną Magdą Ciszewską-Rząsą prowadzi Galerię Antoniego Rząsy.
Od czasu ukończenia studiów swoje prace pokazywał m.in. w Instytutach Polskich w Berlinie, Bratysławie i Rzymie a także w BWA w Szczecinie, Olsztynie, Zakopanem, Suwałkach, Gorlicach, w Centrum Rzeźby Polskiej w Orońsku, w prywatnych galeriach w Zakopanem, Warszawie, Krakowie, Berlinie, Szydłowcu, Zutphen (Holandia), Rosenheim (Niemcy). Uczestniczył w plenerach artystycznych w Taylla (Węgry), Cap Arcona (Niemcy), Zakopanem i Gorlicach. Jest autorem statuetek przyznawanych autorom filmów na Spotkaniach z Filmem Górskim w Zakopanem.